# Ghizen
Ghizen ou Guizen (arabe : غيزن) est un village de l'île tunisienne de Djerba.

## Étymologie
Selon le cheikh Salem Ben Yagoub, un historien originaire de ce village, Ghizen dérive de Ghizel qui fait référence à une tribu des Sanhadja qui vivait près de la Kalâa des Béni Hammad en Algérie et qui a émigré vers Djerba pour fuir les conflits entre les princes des Sanhadja (997-1015). Ils se sont installés sur le côté nord du village, près de la mosquée Mestiri.
Quant au côté sud, il est appelé Houmt Ouled Lakin (« village des fils de Lakin »), Lakin étant le fondateur de la mosquée Tlakin bâtie au milieu du IXe siècle.